# Rallye Vercors-Vivarais
Le Rallye Vercors-Vivarais est une ancienne épreuve de rallye française se déroulant sur asphalte, annuellement organisée par l’Association Sportive Automobile de la Drôme (ou ASA Drôme).

## Histoire
Elle a été incluse dans le Championnat de France des rallyes de première division de façon discontinue (en blanc dans le tableau), sur une période d'une dizaine d'années entre 1968 et 1977, se déroulant essentiellement entre la mi-septembre et la mi-octobre sur les départements de la Drôme et de l'Ardèche.
Elle ne doit pas être confondu avec la Ronde du Vercors, autre épreuve de l'ASA-Drôme qui organise désormais le Rallye de la Drôme.
Une version "Historic" a lieu depuis 2004, traditionnellement lors du 3e week-end de septembre: le Vercors Classic.

## Palmarès
| Année          | Pilote             | Copilote            | Voiture                                   |
| -------------- | ------------------ | ------------------- | ----------------------------------------- |
| 1967           | Gérard Larrousse   | Marcel Callewaert   | Alpine A110 1300                          |
| 1968           | Jean Vinatier      | Marcel Callewaert   | Alpine A110 1600                          |
| 1969           | Jean Vinatier      | Jean-François Jacob | Alpine A110 1600 proto                    |
| 1970           | Jean Vinatier      | ?                   | Alpine A110 1600 proto                    |
| 1971           | Bernard Fiorentino | Maurice Gélin       | Simca CG proto MC 2.2L Coupé              |
| 1972           | Bernard Fiorentino | Maurice Gélin       | Simca CG proto MC 2.2L Spider             |
| 1973           | Bernard Fiorentino | Maurice Gélin       | Simca CG proto MC 2.2L Coupé court        |
| 1974           | Bernard Darniche   | Alain Mahé          | Alpine A310 1800 (1re victoire du modèle) |
| 1975 ("ronde") | Jean-Luc Thérier   | Michel Vial         | Alpine A310 1800                          |
| 1976           | Guy Fréquelin      | Jacques Delaval     | Porsche Carrera                           |
| 1977 ("ronde") | Guy Fréquelin      | Jacques Delaval     | Alpine A310 V6                            |